# Ваговце
Ваговце (словац. Váhovce) — село в окрузі  Ґаланта Трнавського краю Словаччини. Площа села 15,98 км². Станом на 31 грудня 2015 року в селі проживало 2126 жителів.

## Історія
Перші згадки про село датуються 1259 роком.

## Населення
| Рік:            | 1994. | 2004.   | 2014.   | 2024.   |
| --------------- | ----- | ------- | ------- | ------- |
| Кількість осіб: | 1949  | 2070    | 2136    | 2008    |
| Різниця:        |       | +6,20 % | +3,18 % | -5,99 % |

| Рік:            | 2023. | 2024.   |
| --------------- | ----- | ------- |
| Кількість осіб: | 2024  | 2008    |
| Різниця:        |       | -0,79 % |